# Frigyesvágása
Frigyesvágása (lengyelül Frydman [ˈfrɨdman]) falu Lengyelországban, az egykori Nowy Sącz, a mai Kis-lengyelországi vajdaságban.

## Fekvése
Szepesófalutól 16 km-re északnyugatra, a Bialka-pataknak a Csorsztini-víztározóba torkollásánál fekszik.

## Története
A települést 1308 körül a hunfalvi Friedrich soltész alapította a német jog alapján. 1326-ban említik először „Freudmanuagasa” néven. A nedeci uradalomhoz tartozott, majd ennek felbomlása után a Salamon család tulajdona. 1673 előtt épült emeletes Máriássy kastélya.
A 18. század végén Vályi András így ír róla: „FRIDMAN. Népes tót falu Szepes Vármegyében, földes Ura Báró Palotsay, és Horváth Uraságok, lakosai katolikusok, és evangelikusok, fekszik Folyvarktól nem meszsze, ’s ispotállya is van. Határja szoross, és épűletre fája nintsen, piatzozása távól esik, de mivel földgye közép termékenységű, második Osztálybéli.”
Fényes Elek 1851-ben kiadott geográfiai szótárában így ír a faluról: „Fridman, tót falu, Szepes vmegyében, a Dunajecz mellett Galliczia szélén: 1024 kath., 4 zsidó lak. Kathol. paroch. templom. Várkastély. Gyolcs- és fakereskedés. Urasági tehenészet. F. u. b. Palocsay.”
A kastélyt 1918-ban renoválták, amely során külső díszeit elvesztette. A település a trianoni diktátumig Szepes vármegye Szepesófalui járásához tartozott.

## Látnivalók
- Szent Szaniszló plébániatemploma a 13.-14. század fordulóján épült, barokk díszítése 1751 és 1757 között készült. A templomhoz illeszkedik a rokokó karmelita Szűz Mária kápolna.

## Híres emberek
- A faluban működött 1640-től Jan Ratulowski, a Jagelló Egyetem bölcsészdoktora.
- Itt született és alkotott Michal Balara lengyel író.